# Forficula
Genre
Forficula (les forficules) est un genre d'insectes de la famille des Forficulidae dont l'espèce la plus connue est appelée perce-oreille (Forficula auricularia).

## Espèces présentes en Europe
Selon Fauna Europaea (4 mars 2023) :
- Forficula abrutiana
- Forficula aetolica
- Forficula apennina
- Forficula auricularia — Perce-oreille
- Forficula decipiens
- Forficula iberica
- Forficula laeviforceps
- Forficula lesnei
- Forficula lucasi
- Forficula lurida
- Forficula riffensis
- Forficula ruficollis
- Forficula scudderi
- Forficula silana
- Forficula smyrnensis
- Forficula tomis

## Liste des espèces
Selon  Species File (5 octobre 2019) :
- Forficula abbottabadiensis Bharadwaj & Kapoor, 1967
- Forficula abrutiana Borelli, 1916
- Forficula aetolica Brunner von Wattenwyl, 1882
- Forficula albertisi Dubrony, 1879
- Forficula apennina Costa, 1881
- Forficula auricularia Linnaeus, 1758
- Forficula baijali Kapoor, 1968
- Forficula beebei Burr, 1911
- Forficula beelzebub (Burr, 1900)
- Forficula berezovskyi Bey-Bienko, 1934
- Forficula bhutanensis Brindle, 1975
- Forficula biplaga Bey-Bienko, 1959
- Forficula borellii Brindle, 1973
- Forficula brolemanni Borelli, 1907
- Forficula burgersi Günther, 1929
- Forficula calmar Steinmann, 1988
- Forficula capensis Thunberger, 1827
- Forficula cavallii (Borelli, 1906)
- Forficula cherapunjiae Kapoor, 1968
- Forficula chopardi Hincks, 1947
- Forficula cicero Steinmann, 1988
- Forficula coloniae (Burr, 1911)
- Forficula cristata Srivastava, 1982
- Forficula davidi Burr, 1905
  - sous-espèce davidi Burr, 1905
  - sous-espèce externa Bey-Bienko, 1959
- Forficula decipiens Gené, 1832
- Forficula doumerci Audinet-Serville, 1838
- Forficula fascinata Thunberger, 1827
- Forficula fistula Steinmann, 1990
- Forficula flavalis Brindle, 1983
- Forficula flexuosa Fabricius, 1775
- Forficula fontana Steinmann, 1988
- Forficula genitalia Kapoor, 1968
- Forficula gravelyi Burr, 1914
- Forficula greeni Burr, 1907
- Forficula harberei Burr, 1911
- Forficula hinnulea Hincks, 1947
- Forficula hiromasai Nishikawa, 1970
- Forficula iberica Steinmann, 1981
- Forficula indie Kapoor, 1968
- Forficula interrogans Burr, 1905
- Forficula jayarami Srivastava, 1972
- Forficula kambaitiensis Hincks, 1947
- Forficula kashmirensis Srivastava, 1984
- Forficula laeviforceps Chopard, 1937
- Forficula lesnei Finot, 1887
- Forficula lucasi Dohrn, 1865
- Forficula lurida Fischer, 1853
- Forficula mabillei Rochenberg, 1883
- Forficula macrobasis Bey-Bienko, 1934
- Forficula mandarina Borelli, 1915
- Forficula meenae Kapoor, 1974
- Forficula mikado Burr, 1904
- Forficula mogul Burr, 1904
- Forficula ornata de Bormans, 1884
- Forficula paratomis Steinmann, 1985
- Forficula picta Kirby, 1891
- Forficula planicollis Kirby, 1891
- Forficula puella Steinmann, 1988
- Forficula redempta Burr, 1905
- Forficula riffensis Burr, 1909
- Forficula ruficollis Fabricius, 1798
- Forficula sagitta Semenov, 1936
  - sous-espèce rufula Bey-Bienko, 1967
  - sous-espèce sagitta Semenov, 1936
- Forficula schlagintweiti (Burr, 1904)
- Forficula scudderi de Bormans, 1880
- Forficula senegalensis Audinet-Serville, 1838
- Forficula silana Costa, 1881
- Forficula sinica Bey-Bienko, 1933
- Forficula smyrnensis Audinet-Serville, 1838
- Forficula splenidida Bey-Bienko, 1933
- Forficula subauricularia Bey-Bienko, 1934
- Forficula tawangensis Srivastava, 1983
- Forficula tomis (Kolenati, 1846)
- Forficula vicaria Semenov, 1902
- Forficula vilmi Steinmann, 1989
- Forficula wittmeri Srivastava, 1982

## Comportement
La femelle de la forficule prodigue des soins maternels aux petits. Ces derniers peuvent s'en passer, mais leur taux de survie diminue alors. Si la mère disparaît, les larves peuvent être accueillies par d'autres cellules familiales, en se déplaçant dans un autre nid, ou en s'intégrant dans le groupe d'une autre mère qui arrive. 
Des hormones émises par la mère seraient impliquées dans le processus.